# Oedignatha platnicki
Oedignatha platnicki är en spindelart som beskrevs av Song och Zhu 1998. Oedignatha platnicki ingår i släktet Oedignatha och familjen flinkspindlar.
Artens utbredningsområde är Hongkong (Kina). Inga underarter finns listade i Catalogue of Life.